# Hadziidae
Hadziidae
Hadziidae é uma família de anfípodes, contendo espécies semelhantes às da família Melitidae, com a qual apresenta estreito parentesco.
A família inclui os seguintes géneros:
- Allotexiweckelia
- Alloweckelia
- Dulzura
- Hadzia
- Holsingerius
- Indoweckelia
- Liagoceradocus
- Mayaweckelia
- Metahadzia
- Metaniphargus
- Mexiweckelia
- Paramexiweckelia
- Paraweckelia
- Protohadzia
- Psammoniphargus
- Saliweckelia
- Tagua
- Texiweckelia
- Texiweckeliopsis
- Weckelia
- Zhadia